# Vive elle
Vive elle is een Franstalige speelfilm uit 1998 van de Nederlandse regisseur Miriam Kruishoop. Kruishoop begon aan haar film tijdens haar vierde studiejaar aan de Gerrit Rietveld Academie. Het Nederlandse Filmfonds steunde haar met een beurs zodat ze de film na haar studie kon afmaken; het is de eerste lange film die ze maakte. Vive elle was de openingsfilm op het International Film Festival Rotterdam, waar het tevens een nominatie kreeg voor een Tiger Award.

## Verhaal
Agathe is een vrouw van vijfentwintig die - terwijl ze verlatingsangst heeft - juist haar relatie met Olivier verbreekt. Niettemin blijft hij ook erna haar leven op allerlei manieren beheersen. Agathe gaat op zoek naar zichzelf, haar verleidingskracht en haar vrouwelijkheid. In haar zoektocht spiegelt ze zich aan haar vriendin Alexandra, haar nichtje Eva en haar denkbeeldige idool Vivelle. Het niet kunnen veranderen van haar leven drijft haar tot waarzin. Met haar zoektocht helpt ze zichzelf en haar omgeving naar de vernieling.

## Rolverdeling
| Acteur               | Personage |
| -------------------- | --------- |
| Agathe de La Boulaye | Agathe    |
| Olivier Galfione     | Olivier   |
| Eve Creac'h          | Eve       |
| Vera Stiphout        | Vivelle   |
| Alexandra Kalos      | Alexandra |
| Sara Oudin           |           |